# Eugen von Schlechtendal

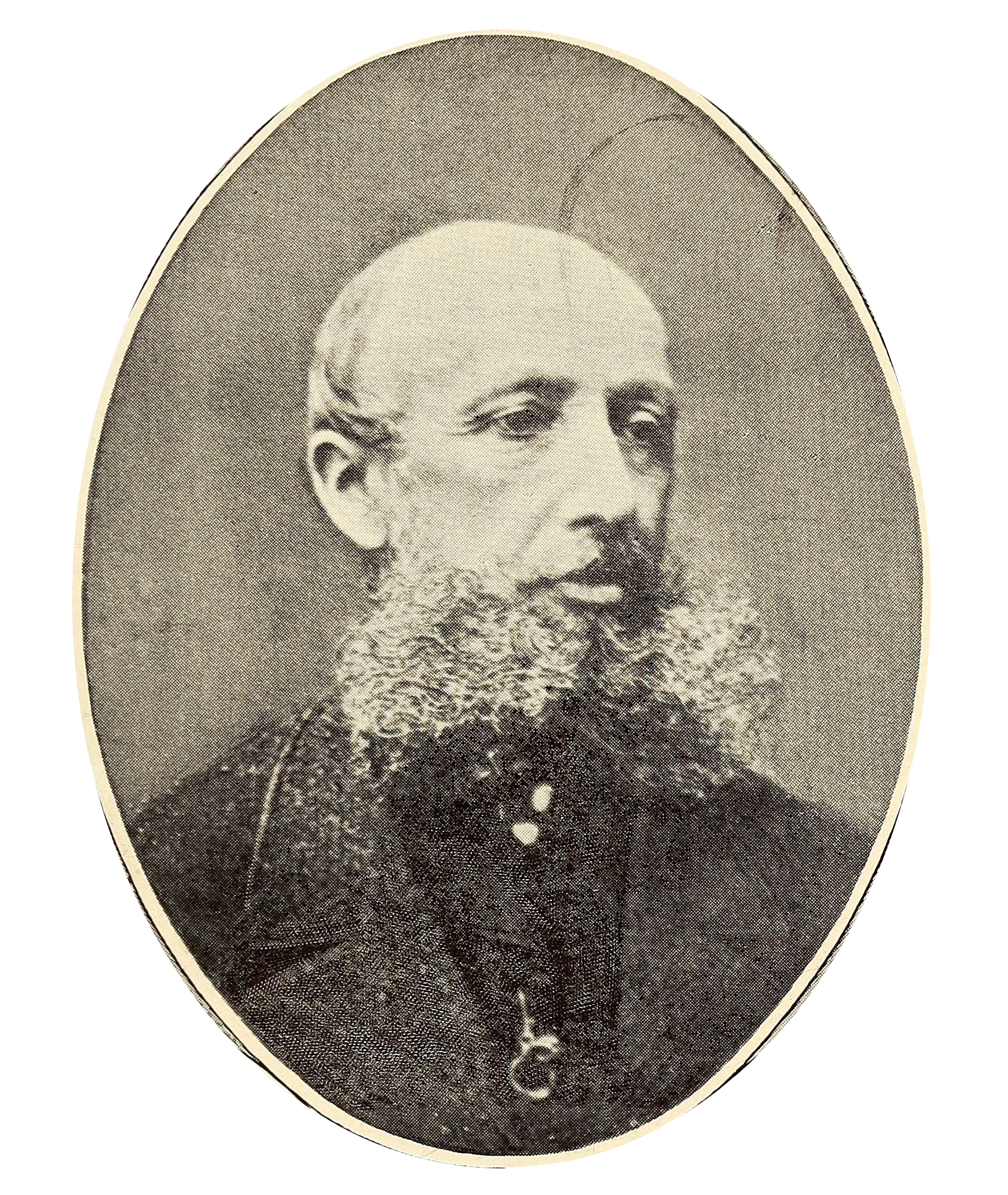

Eugen Dietrich Adalbert von Schlechtenda(h)l (* 8. Juli 1830 in Berlin; † 24. Mai 1881 in Merseburg) war ein preußischer Verwaltungsjurist und Landrat im Kreis Ottweiler (1859–1871).

## Leben
Seine Eltern waren der Botaniker Diederich Franz Leonhard von Schlechtendal (1794–1866) und dessen Ehefrau Ida Amalie Henriette Klug (1804–1884). Dietrich von Schlechtendal war sein Bruder.
1857 war Schlechtendal Regierungsassessor in Merseburg und ab 1858 in Trier.
Eugen von Schlechtendal war sehr dem Tierwohl verbunden und ein engagierter Organisator des Deutschen Vereins zum Schutze der Vogelwelt. Dort waren viele bürgerliche und adelige Honorationen organisiert. Dem Verein diente er als Redakteur und Verleger ihrer Monatsschrift.

## Genealogie
- Marcelli Janecki (Red. zug.): Handbuch des Preußischen Adels. Band 2, Hrsg. Königliches Herolds-Amt, Ernst Siegfried Mittler und Sohn, Berlin 1893, S. 519; Textarchiv – Internet Archive.
- Gothaisches Genealogisches Taschenbuch der Adeligen Häuser. Zugleich Adelsmatrikel der D.A.G. Teil B (Briefadel). 1938. 31. Jahrgang, Justus Perthes, Gotha 1937. Siehe: FamilySearch (Kostenfrei).